# Paraíso do Sul
Paraíso do Sul es un municipio brasileño del estado de Río Grande del Sur. Se encuentra ubicado a una latitud de 29º40'07" Sur y una longitud de 53º08'56" Oeste, a una altitud de 108 metros sobre el nivel del mar. Su población estimada para el año 2004 era de 7.544 habitantes. Tiene una superficie de 342,68 km².
- Datos: Q972360
- Multimedia: Paraíso do Sul / Q972360

1. ↑  Worldpostalcodes.org,código postal n.º 96530-000.